# Johnny Grant
Johnny Grant (ur. 9 maja 1923 w Goldsboro, zm. 9 stycznia 2008 w Los Angeles) – amerykański producent telewizyjny i osobowość radiowa.

## Wyróżnienia
Posiada dwie gwiazdy na Hollywoodzkiej Alei Gwiazd.